# IC 4447
IC 4447 — галактика типу SB0-a (компактна витягнута галактика) у сузір'ї Волопас.
Цей об'єкт міститься в оригінальній редакції індексного каталогу.